# István Lajos
István Lajos (Üllő, 1922. március 23. – Szombathely, 2007. augusztus 11.) Széchenyi-díjas magyar orvosprofesszor, hematológus és gyermekgyógyász, az orvostudomány kandidátusa, címzetes egyetemi tanár.

## Életútja
Anyai nagyszüleinek házában született a kor szokásainak megfelelően. Gyermekkorát Bögötén töltötte. Iskoláit Hosszúperesztegen kezdte, majd a Győri Bencés majd a Szombathelyi Premontrei Gimnázium tanulója lett. A Sümegi Állami Gimnáziumban érettségizett. Eredetileg magyar-latin tanárnak, vagy katonatisztnek készült, ám édesanyja tanácsára a Magyar Királyi Pázmány Péter Tudományegyetem Orvosi Karára iratkozott és a pesti Szent Imre Kollégium lakója lett.
1944 őszén az egyetemet előbb Breslauba (Wrocław), majd Halle an der Saaleba telepítették a közeledő front miatt. Orvosdoktorrá 1945 áprilisában avatták. Amerikai hadifogságba kerülve Bajorországban, Mistenfeldben körorvosi feladatokat látott el, ahonnét 1945 novemberében hazajött és a szombathelyi közkórházba került, ahol nyugdíjazásáig dolgozott.
Gulácsy Zoltán professzor hatására gyermekgyógyász lett. Meghatározó befolyást gyakorolt rá a Pécsi Orvostudományi Egyetem későbbi patológus professzora, az akkor Szombathelyen dolgozó híres Romhányi György. A gyermekkori vérátömlesztéssel és hematológiával Frank Kálmán professzor ösztönzésére kezdett foglalkozni. Szakvizsgát 1949-ben csecsemő és gyermekgyógyászatból, valamint Fertőző betegségekből tett, továbbá az Immunológia (1979), a Hematológia (1980) és a Transzfuziológia (1982) szakorvosa.
A kórházalapító dr. Pető Ernő előrelátásának köszönhetően 1949-ben országos elsőként kórházi transzfúziós szolgálat jött létre, melynek munkájával István Lajost bízták meg.
1953-ban az országban elsőként önálló hematológiai osztályt alapított. 1955-ben Szombathelyen regionális hemofília központot szervezett.  1958-tól elsőként Magyarországon posztgraduális transzfuziológiai képzést indított.
1965-ben a kórház alagsorában működő Vérellátó Alközpont az árvíz áldozata lett. Ezt követően 1968-ban megnyílt az új Vérellátó Alközpont, amely a budapesti intézmény után az ország második legnagyobb és legkorszerűbb intézménye lett.
1965-től egyre jelentősebb osztrák-magyar orvosi kapcsolatokat épített ki a hematológia és a transzfuziológia terén. 1969-ben védte meg kandidátusi disszertációját: „Adatok a haemophilia klinikumához, kezeléséhez és gondozásához” címmel.
Tudományos közleményeinek száma több, mint 300, 26 könyv fejezet, négy önálló könyv és 14 könyv szerkesztése. A Haematologia Hungarica c. folyóirat szerkesztője és a Vasi Szemle szerkesztőbizottságának tagja. Az Egészségügyi dolgozók évkönyve szerkesztője (1966–1970). Bel- és külföldön számos tudományos konferencia szervezője és szereplője volt.
Az 1970-es években a vérzékenység, vérképzési rendellenességek, véralvadási zavarok típusait vizsgálva, egy a második gyermekét szülő nő hematológiai vizsgálata során fedezte fel a különleges haemoglobin variánst, melyet Haemoglobin Savarianak nevezett el, mely 1980-ban az Egyesült Államok haematológiai szakfolyóiratában jelent meg. Az orvosi tankönyvekben a ritka haemoglobinok között azóta szerepel a Savaria.

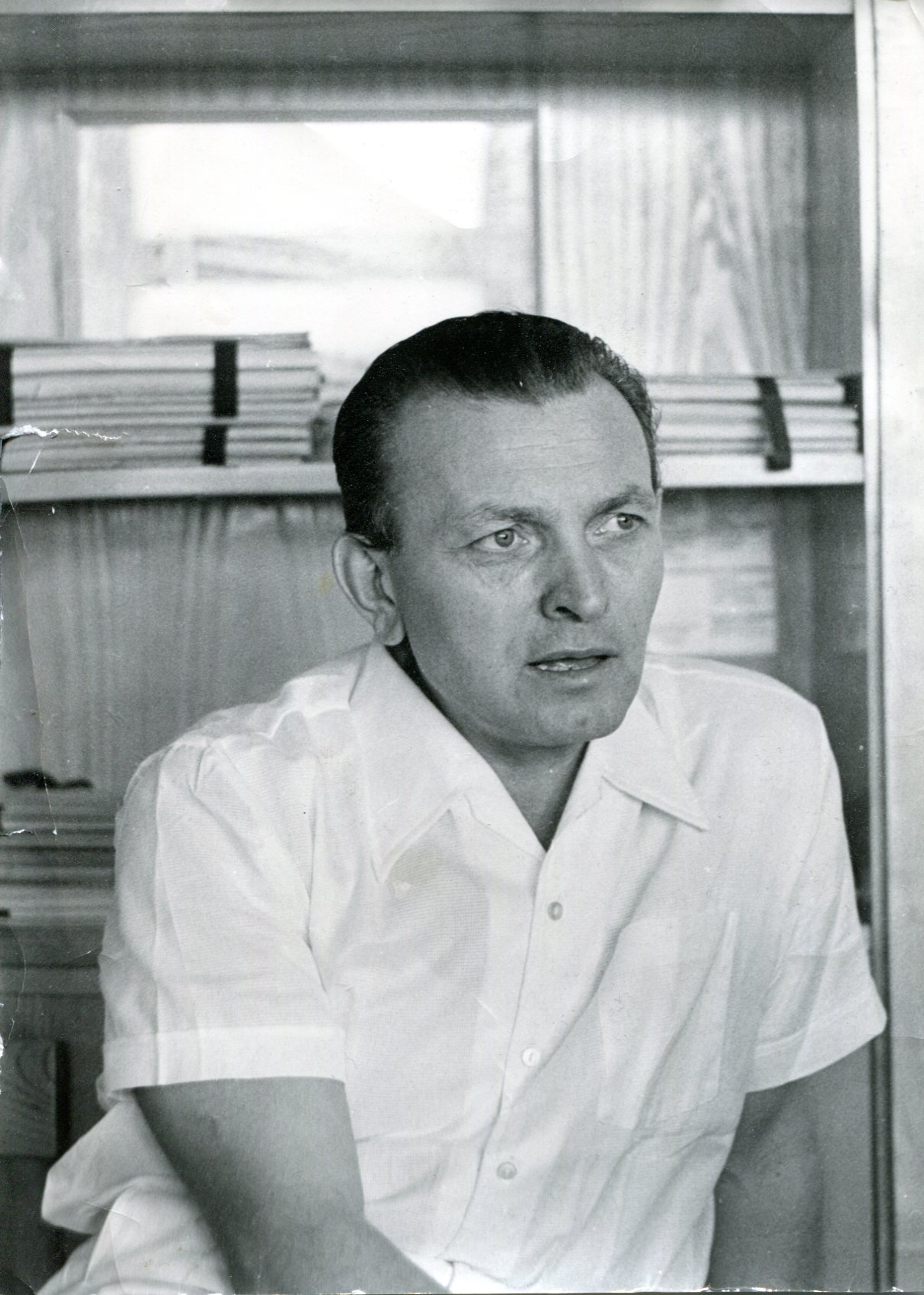
Az 1970-es években

1975-ben elnyerte a Pécsi Orvostudományi Egyetem docensi, majd professzori címét. 1975-től Kelényi Gábor, pécsi patológus professzorral Malignus Lymphoma Munkacsoportot alapított. 1986-ban ő ismeri fel az első hazai AIDS-beteget és sokat tett a betegség hazai megismertetéséért.
A TIT-ben és a Magyar Vöröskeresztben is jelentős munkát végzett. Bár politikai pártnak sohasem volt tagja, az aktív segítő szándékú közéleti tevékenység szorosan hozzátartozott életéhez. Közéleti szereplésének kiemelkedő szakasza a Hazafias Népfrontban végzett munkássága volt, melyben 1970 és 1990 között megyei elnökként, országos alelnökeként (1989–1990) részt vett az I. és a II. Lakiteleki Találkozón. 1992 és 1994 között miniszteri biztosként a transzfuziológia hazai reformjának kialakításában tevékenykedett. 1994-ben aktívan közreműködött a Societas Scientiárum Savariensis (Szombathelyi Tudományos Társaság) megalapításában, valamint az 1998-ban létrehozott Genius Savariensis (tudományos kutatómunkát támogató) Alapítvány munkájában, elnökként. 1998-ban, Szombathelyen megszervezte az első hazai Kórházi Thombosis Szolgálatot.
Nyugdíjba vonulása után 1997-től haláláig, a Vas Megyéért Egyesület elnökeként dolgozott. Közéleti tevékenységében mindenkor a magyar nemzet, a határon túli honfitársaink, kitüntetetten Vas megye, Szombathely város és szeretett kórháza érdekeit szolgálta. Megélte és támogatta a kultúrát, a művészeteket és az irodalmat. Szerette a történelmet, tisztelte a magyar orvostörténelem nagyjait. Közéleti munkájában is orvos maradt. Előítéletek és gyűlölet nélküli, nemes értelemben vett értelmiségi. 2007. augusztus 24-én búcsúztatták a szombathelyi Jáki úti temetőben. A temetésén nekrológot mondott többek között prof.dr.Széll Kálmán és Mikola István.
2007-ben a magyar hematológiában és vértranszfuziológiában végzett úttörő tevékenységéért, több évtizedes kiemelkedő, nemzetközileg is elismert gyógyító, oktató, tudományos és példaértékű közéleti tevékenységéért, a „Haemoglobin Savaria” felfedezéséért Széchenyi-díjban részesült.
Sümeg város, Bögöte és Őriszentpéter díszpolgári oklevelét is átvehette, Vasegerszeg posztumusz díszpolgárává választotta. A maga által megfogalmazott ars poeticaja alapján egész életében az emberek, csoportok, táborok és népek között hidakat akart verni, a jó ügyek érdekében barátokat szerezni, és még kilátástalannak tűnő helyzetben sem feledkezett meg a közösségteremtő, féleleműző harangozásról.

## Családja
1947-ben megnősült. Felesége Hertelendy Magdolna, (1924-2017) a Szombathelyi Tanítóképző Intézet Gyakorló Iskolájának tanára.
Gyermekei: Lajos (1948–1960) gyermekkorában, szívbetegségben elhunyt. Miklós (1949 -) orvos, Magdolna (1953-), pedagógus, nevelt fia (elhunyt testvérének fia) Péter (1953–2020) gépészmérnök.
Unokái: János, Gergely, Míra,- Nóra, Gábor, Lili,- Péter, Ágota.

## Szakmai tisztségek
- MTA Onkológiai Bizottsága és a Pécsi Akadémiai Bizottság (PAB) tagja
- 1970-1998 között a Magyar Tudományos Akadémia Veszprémi Területi Bizottságának tagja, az Orvostudományi Szakbizottság elnöke
- 1994-től A Szombathelyi Tudományos Társaság alapító tagja
- 1994-től A Vas Megyéért Egyesület alapító elnöke
- 1990-2007 A Batthyány Társaság elnökségi tagja és az Életért és Csontvelőbetegekért Alapítványa elnöke
- 1990 és 2000 között a Transzfuziológiai,-Immunológiai- és Haematológiai Szakmai Kollégium elnöke és haláláig a Transzfúziológiai és Hematológiai Szakmai Kollégium tagja
- 1992-1997 között a Magyar Hematológiai és Transzfúziológiai Társaság elnöke
- 1998-ban létrehozott Genius Savariensis (tudományos kutatómunkát támogató) Alapítvány elnöke
- Csehszlovák Purkinje Orvostársaság, az NDK, az NSZK és az Osztrák Hematológiai és Vértranszfúziós Társaság tagja

## Díjak, elismerések
- Munka Érdemrend aranyfokozata
- Kubányi Endre-díj
- Markusovszky-díj
- Bugát Pál-emlékérem (2002)
- Magyar Köztársasági Érdemrend tisztikeresztje
- Batthyányi-Strattman László díj  (1992)
- Széchenyi Díj (2007)
- Gróf Batthyány Lajos -Életmű Díj (2007 posztumusz)
- Magyar Vöröskereszt Henry Dunant-díj
- Osztrák Vöröskereszt Szolgálati Érdemérmének ezüst fokozata
- Pro Sanguine kitüntetés
- Osztrák Vöröskereszt Szolgálati Érdemkeresztjének ezüst fokozata
- Markusovszky kórház Markusovszky-emlékérme

## Emlékezések
- 2008-ban Némethy Balázs vasi szobrászművész bronzból készült alkotását a Vas Megyei Markusovszky Kórház szoborparkjában állították fel a professzor halálának első évfordulóján. A posztamens felirata: "Dr. István Lajos c. egyetemi tanár 1922 - 2007 A vérrel történő gyógyítás hazai úttörője."
- 2009-ben létrehozták az István Lajos Alapítványt.
- 2011-től István Lajos-díjakat osztanak ki.
- 2015-ben a szombathelyi Vérellátó épülettömb előtti közterületet Dr. István Lajos körútnak nevezték el, ezzel is tisztelegve a professzor úr Szombathelyért, Vas megyéért tett és a tudományos, közéleti tevékenysége előtt.
- Vasegerszeg posztumusz díszpolgárává választotta.
- Sümeg város díszpolgára.
- Őriszentpéter díszpolgára.
- Bögöte díszpolgára.